# Babullah di Ternate
Babullah (noto anche come Sultan Baabullah, o Babu [Baab] nelle fonti europee; 10 febbraio 1528 – luglio 1583) è stato il 7º sultano e 24° sovrano del Sultanato di Ternate nelle Molucche che regnò tra il 1570 e il 1583.
È conosciuto come il più grande sultano della storia di Ternate e delle Molucche, che sconfisse gli occupanti portoghesi a Ternate e condusse il Sultanato ad un periodo d'oro alla fine del XVI secolo. Sultan Babullah era comunemente noto come il "sovrano di 72 isole" (abitate) nell'Indonesia orientale, inclusa la maggior parte delle isole Molucche, isole Sangihe e parti di Celebes, con influenze fino a Solor, East Sumbawa, Mindanao e le isole della Nuova Guinea. Il suo regno inaugurò un periodo di libero scambio delle spezie e dei prodotti forestali che diede alle Molucche un ruolo significativo nel commercio asiatico.